# Brian Campbell Vickery
Brian Campbell Vickery (* 11. September 1918 in Sydney, New South Wales, Australien; † 17. Oktober 2009 in Oxford) war ein britischer Informations- und Klassifikations-Wissenschaftler.
Vickery war von 1973 bis 1983 Professor und Direktor an der School of Library, Archive and Information Studies am University College London.

## Werke
- Recent Trends in Special Libraries, 1953
- Classification and Indexing in Science, eds. 1958, 1959, 1975
- Faceted Classification, 1960
- The National Lending Library for Science and Technology, 1960
- On Retrieval System Theory, eds. 1961, 1965
- Faceted Classification Schemes, 1966
- Techniques of Information Retrieval, 1970
- Computer Support for Parliamentary Information Service (mit H. East), 1971
- Information Systems, 1973
- The Use of Online Search in Teaching, 1978
- Information System Dynamics (mit R. G. Heseltine), 1982
- Information Science in Theory and Practice (mit A. Vickery), eds. 1987, 1992, 2004 (Brian C. Vickery und Alina Vickery, Information Science in Theory and Practice. 3rd ed. München: Saur 2004. xiii, 400 S., ISBN 3-598-11658-6.)
- Intelligent Intermediary System: reference functional model, 1991
- Online Search Interface Design (mit A. Vickery), 1993
- Scientific Communication in History, 2000
- A Long Search for Information, 2004
- Bradford’s Law of Scattering. In: Journal of Documentation 4, 1948, S. 198–203 (siehe: Bradfords Gesetz)